# إذاعة تمنراست
إذاعة الأهقار أو إذاعة تمنراست، هي إحدى الإذاعات الجزائرية بدأت ببث برامجها يوم 16 أبريل 1992 وتبث على موجة أف أم 98.0

## تاريخ
تغطي ربع مساحة الجزائر تزيد عن 1100 كلم طولا من عين قزام حدود النيجر إلى عين صالح وتين زاوتين حدود مالي وتاظروك وسيلت وأبلسة وغيرها لتشكل بذلك خارطة ثقافية واجتماعية مهمة تمتد عبر كل منطقة الأهقار والتديكلت فهي تعرف المجتمع بالعادات والتقاليد والحياة اليومية للسكان وبذلك تقدم لوحة واقعية لما يجري في ربوع الأهقار والتديكلت وتقريبها للمستمعين من أجل فهمها والتعرف عليها بشكل أقرب، تبث الإذاعة برامجها باللغة العربية إلى جانب اللهجة التارقية وتبث مجموعة من البرامج تقوم من خلالها بتقديم المعلومات عن مختلف جوانب الحياة في الأهقار والتديكلت كما تشارك المستمعين حصصها وآرائهم ومقترحات بالتواصل المباشر عن طريق الهاتف والرسائل وتمتد ساعات البث من السابعة صباحا إلى غاية السابعة والنصف مساء. وتبث برامجها من استديوهاتها في تمنراست بوسط المدينة.

## البرامج
من بين أبرز برامجها التي لاقت إستحسانا من طرف المستمعين
- برنامج بحر القوافي
- برنامج مع الأسرة
- برنامج الشباني حوار مع الشباب
- برنامج "يسألونك في الدين والحياة" كل يوم جمعة، من تقديم لحسن سليماني وعبد الرحمن باعموري.[2]

كما أن إذاعة تمنراست الجهوية تبث عدة برامج بالتارقية مثل:
- برنامج أستمهاق
- برنامج تفيرت تنون

وغيرها من البرامج التفاعلية الهادفة والتي لاقت تجاوب المستمعين
- برنامج منار الأحلام
- برنامج عالم الأطفال

## أقسام الإذاعة
- القسم التقني
- قسم الإخراج
- قسم الصحافة
- قسم الإنتاج.
- الهاتف:0021329345511، 0021329345522
- صندوق بريد 1080 تمنراست 11000 الجزائر.

## وصلات خارجية
- البث الحي للإذاعة